# Pseudoseisuropsis
Pseudoseisuropsis — викопний рід горобцеподібних птахів родини горнерових (Furnariidae), що існував у плейстоцені в Південній Америці. Скам'янілі рештки птаха знайдені в Аргентині та Уругваї. Рід був описаний в 1991 році на основі незчленованих скелетних елементів та майже повного черепа. Незважаючи на те, що спочатку вважалося, що він тісно пов'язаний із сучасним родом Pseudoseisura, філогенетичний аналіз показав базальне походження роду в межах родини.

## Види
- Pseudoseisuropsis nehuen Noriega, 1991
- Pseudoseisuropsis cuelloi Claramunt & Rinderknecht, 2005
- Pseudoseisuropsis wintu Stefanini et al., 2016